# 母恩寺
母恩寺（ぼおんじ）は、大阪市都島区にある浄土宗の寺院（尼寺）。山号は法皇山。本尊は阿弥陀如来。寺伝によれば創立は仁安3年（1168年）、開基は後白河法皇である。

## 歴史
高野山金剛峯寺に参詣する途中であった後白河法皇は、大川沿いの風光明媚の地でありながら、たびたび洪水で被害を被っていたこの地を憐れんで、永暦元年（1160年）に十五社神社を建立した。そして、仁安3年（1168年）にやはりこの地が気に入ったのかこの場所に目をとめ、久安元年（1145年）に亡くなった母待賢門院の菩提をここで弔おうと考え、十五社神社の北側に寺を建立した。寺名の由来は「産んでくれた母への恩返し」という意味による。
以降数箇所の荘園を有する大寺院として興隆し、浄土宗の尼寺として代々皇女が住持を勤めた。しかし、度重なる淀川の洪水や兵火にあって衰微し、明治時代に入ってからの廃仏毀釈の影響や、1945年（昭和20年）6月7日の第3回大阪大空襲によって堂宇を焼失し、現在の境内に落ち着いた。本堂は1992年（平成4年）に新築され、5月1日に落慶法要が営まれた。
元禄14年（1701年）刊の『摂陽群談』によると、本尊の阿弥陀如来は恵心僧都源信の作であるという。また、この寺の尼僧が作る美しい綿帽子は「滓上江（かすがえ）の綿帽子」として有名であった。

## 境内
- 本堂 - 1992年（平成4年）再建。
- 庫裏
- 山門

## 鵺塚
母恩寺から南東に約500ｍの場所に「鵺塚」がある。平安時代に京で源頼政が鵺を退治した、そしてその遺骸を淀川に流したところ、この地にたどり着いた。付近の村人たちはその祟りを恐れて母恩寺の住職に弔ってもらい、鵺塚を建立した。鵺塚は明治時代に取り壊されかけたが、鵺の怨霊が地元住人を悩ませたりしたので、慌てて鵺塚は修復された。

## 周辺
- 都島神社